# Пясецкий, Владимир Николаевич
Влади́мир Никола́евич Пясе́цкий (14 сентября 1868 — после 1934, Ленинград) — русский архитектор и гражданский инженер, специалист по промышленному строительству, представитель русского стиля, модерна и эклектики, искусствовед и теоретик архитектуры. Наряду с предпринимателями в качестве инженера-архитектора стоит у истоков города Надеждинска (ныне Серова).

## Биография
Родился 14 сентября 1868 года (в материалах конференции «VIII Анциферовские краеведческие чтения» ошибочно местом рождения указан Надежденск).

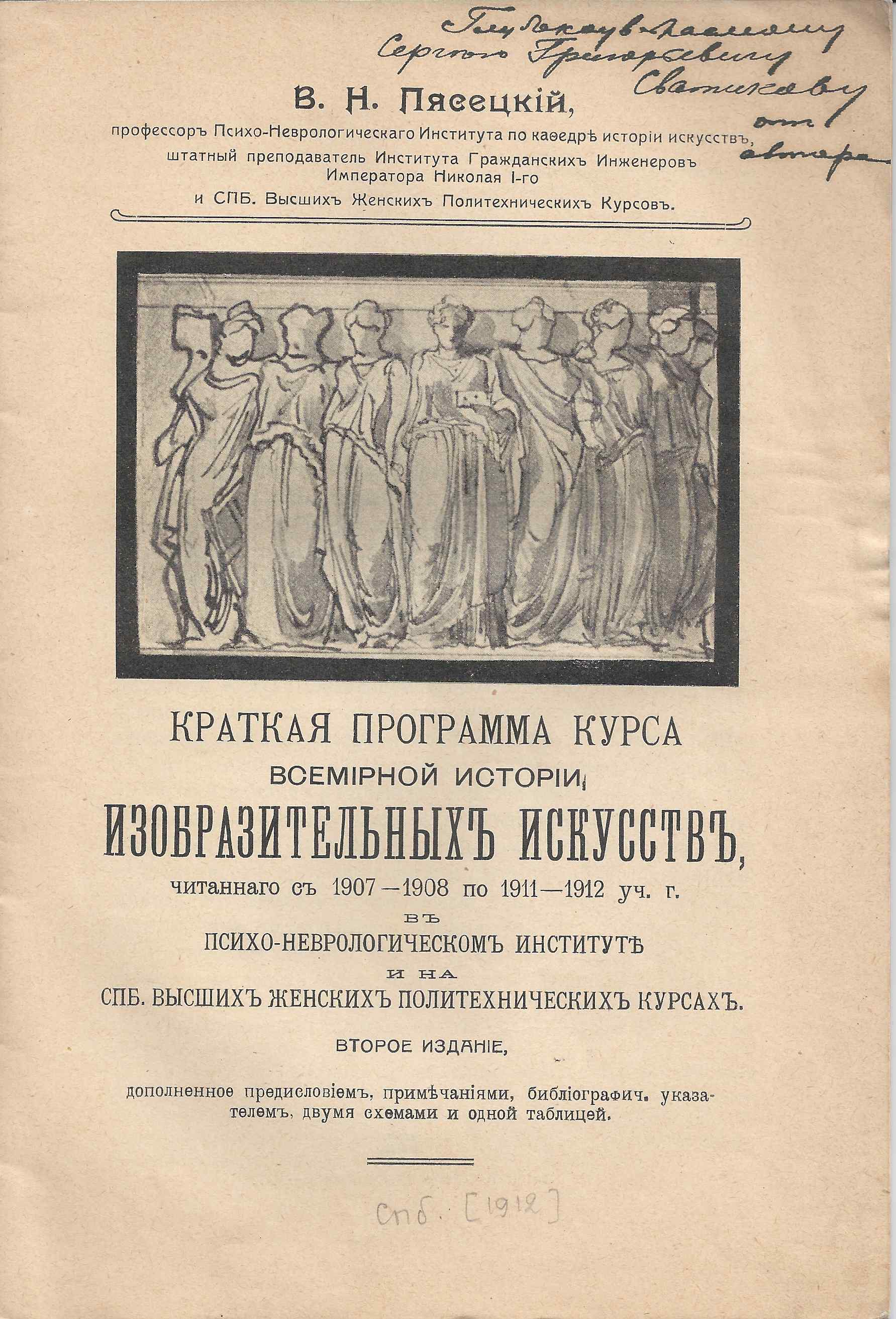
Титульный лист брошюры «Краткая программа курса всемирной истории изобразительных искусств» (1912) с дарственной надписью С. Г. Сватикову.

Окончил 2-е Санкт-Петербургское реальное училище (1887) и Институт гражданских инженеров (1892, курс по 1 разряду). Летом 1889 года с образовательной целью посетил Грецию и Италию, что нашло отражение в цикле статей об итальянской архитектуре и книге «Архитектурные формы раннего возрождения в Италии» (1897).
Член Петербургского общества архитекторов с 1892 года. Член совета и секретарь Общества гражданских инженеров, редактор Известий Общества гражданских инженеров (№ 3 1902 — № 2 1903).
Служба архитектором:
- при инвалидных домах императора Александра II;
- в Техническо-строительном комитете Министерства внутренних дел;
- в канцелярии Ведомства учреждений императрицы Марии;
- в главном управлении неокладных сборов[5][6];
- в проектном бюро треста «Ленинградтекстиль» (1920-е)[7].

Преподавательская деятельность:
- профессор и декан архитектурного факультета Института гражданских инженеров;
- на Женских политехнических курсах, где был также деканом инженерно-строительного факультета;
- профессор кафедры истории искусствПсихоневрологического института

Является автором трудов по истории искусства и теории архитектуры.
Супруга — Нина Васильевна Пясецкая (урожд. Манучарова — дочь В. Л. Манучарова, инженера путей сообщения, строителя Тайшета, ум. 1939).

## Адреса в Петрограде — Ленинграде
- Ул. Николаевская, 75[9];
- Загородный пр., 70[5];
- Ул. Бронницкая, 2[6];
- Дом жилого комплекса Бассейного кооперативного товарищества — ул. Некрасова, 58.

## Постройки и проекты
- Общежитие Высших женских (Бестужевских) курсов в Санкт-Петербурге (1894—1895, 10-я линии ВО, 35, совместно с А. Ф. Красовским и В. Р. Курзановым);
- Комплекс построек в поселке Надеждинского сталерельсового завода (ныне город Серов)[10]:
  - деревянная Всехсвятская церковь (1895[11], сгорела 4 июня 1908 года);
  - проект Гостиного двора[12];
  - доменный цех;
  - деревянное здание начального земского училища (ныне детская художественная школа);
  - заводская больница (ныне травмпункт);
  - дом служащих (ныне районное управление культуры);
  - пожарное депо;
  - водонапорная башня — символ завода и самое высокое строение города на то время; реконструирована в 2011 году с целью размещения в ней музея истории завода[13].
- Павильоны для Всероссийской выставки в Нижнем Новгороде (1896) (павильон лесных имений С. П. Дервиза; павильон заводов Богословского горного округа). Павильон С. П. Дервиза был составлен из сельскохозяйственных орудий, изготовленных на лесных дачах Дервиза в Рязанской губернии. Дервиз получил золотую медаль по отделу «Лесоводство и лесная технология»[14].
- Народный дом в Кулебаках (1899, ныне здание Музея боевой и трудовой славы Кулебакского металлургического завода, построено предположительно[15] по проекту Пясецкого инженером А. Е. Струве);

| | |                                                  |
| Деревянная церковь всех святых в п. Надеждинский завод. Фото из фондов Серовского исторического музея. | Павильон лесных угодий С. П. Дервиза на Всероссийской выставке в Нижнем Новгороде. Включал в себя сельскохозяйственные орудия. | Музей кулебакского завода (бывший Народный дом). |

- Образцовый проект спиртоочистительного завода, по которому, в частности, построен Томский винный склад[16];
- Корпус Высших женских (Бестужевских) курсов в Санкт-Петербурге по 10-й линии ВО, 33 (1900-е совместно с Д. Д. Уструговым и др.; ранее (1890-е) А. Ф. Красовский) и корпус во дворе по тому же адресу (1902—1903, совместно с С. В. Покровским);
- Здание Института физических методов лечения на Сестрорецком курорте с водонапорной башней и самым большим в то время в России крытым плавательным бассейном (1900-е), а также проекты двух пансионатов (1902);
- Деревянный дом в стиле модерн в Сестрорецке (ул. Сосновая, 2; авторство Пясецкого предположительно)[17];
- Собственный дом в стиле модерн в Сестрорецке (1901, ул. Максима Горького, 13; сгорел в 1990-е)[17];
- Доходный дом гражданского инженера Н. И. Потехина на ул. Рузовской, 35 в Санкт-Петербурге (1901; совместно с Н. И. Потехиным[18]);
- Проект здания императорского Вольного Экономического Общества (1904, не реализован; в 1902 году Пясецкий также перестраивал ныне существующее здание[19]);
- Рисунки для рельефов на доме Бассейного кооперативного товарищества в Санкт-Петербурге на ул. Некрасова, 58—60 (1912—1914, архитекторы: Э. Ф. Виррих, А. И. Зазерский, А. Ф. Бубырь, Н. В. Васильев). Авторство Пясецкого предположительно. В. Н. Пясецкий занимал квартиру в доме № 58)[20].
- Проекты производственных сооружений в Ленинграде в качестве архитектора проектного бюро треста «Ленинградтекстиль»[7].

|                                                                                        |                                                                                      | |
| Лечебница Сестрорецкого курорта (Институт физических методов лечения). Фото до 1914 г. | Современный вид здания Института физических методов лечения на Сестрорецком курорте. | Рельеф на доме Бассейного кооперативного товарищества в Санкт-Петербурге, выполненный предположительно по рис. В. Н. Пясецкого, жившего в этом доме. |

## Публикации проектов
- Церковь на 500 человек при поселке Надеждинского сталерельсового завода // Зодчий. — 1896. — Выпп. I, II.
- Посёлок при Надеждинском заводе Богословского горного округа (Православная церковь) // Зодчий. — 1896. — Вып. II. — С. 14—15 [Текст].
- Павильон заводов Богословского горного округа на Всероссийской выставке в Нижнем Новгороде // Зодчий. — 1896. — Вып. II.
- Гостиный двор при посёлке Надеждинского сталерельсового завода // Зодчий. — 1896. — Вып. IV.
- Павильон лесных имений г. фон-Дервиз // Строитель. — 1896. — № 15—16. — Стлб. 617—618 (I: Сооружения Всероссийской выставки 1896 г. в Нижнем Новгороде).
- Всероссийская промышленная и художественная выставка в Нижнем-Новгороде = Exposition nationale russe de l’industrie et des beaux-arts à Nijny Novgorod: проекты казенных зданий и частных павильонов / под ред. зав. техн. и строит. частями выставки А. Н. Померанцева. — СПб: Техн. автолитография Н. Доброумова и Г. Кельша, 1897. — [140] с.: черт.
- Проект двух пансионатов для Сестрорецкого курорта в: Пясецкий В. Сестрорецкий курорт, его устройство и проектируемый пансионат на берегу Финского залива // Строитель. — 1902. — № 9—12. — Стлб. 415—432.
- Проект здания императорского Вольного Экономического Общества в Петербурге в: Пясецкий В. Предполагаемая постройка нового здания Императорского Вольного Экономического Общества // Зодчий. — 1904. — Вып. 8. — С. 81—84; а также в: Зодчий. — 1904. — Вып. 10. — Л. 13—14.